# Lại là Oh Hae Young
Lại là Oh Hae Young (tiếng Hàn: 또! 오해영; Hanja: 또! 誤解영; Romaja: Tto! O Hae-yeong; McCune–Reischauer: Tto! O Hae-yŏng; dịch nghĩa đen: "Another Oh Hae-young") là một bộ phim truyền hình Hàn Quốc với diễn viên chính Eric Mun, Seo Hyun-jin, Jeon Hye-bin. Phim được chiếu sau bộ phim Người thổi sáo (Pied Piper) và được phát sóng trên kênh truyền hình tvN vào mỗi thứ Hai và thứ Ba hàng tuần lúc 23:00 (KST) với 18 tập phim, từ ngày 2 tháng 5 năm 2016 đến ngày 28 tháng 6 năm 2016.

## Nội dung
Park Do-kyung (Eric Mun) là một giám đốc âm thanh ngoài 30 tuổi. Một năm trước, cô dâu của anh, Oh Hae-young (xinh đẹp) (Jeon Hye-bin), đã không xuất hiện trong ngày cưới của họ và để lại anh trong đau khổ. Một năm sau sự việc đó, Do-kyung nghe được rằng Hae-young đang chuẩn bị đám cưới với một doanh nhân trẻ tên là Han Tae-jin (Lee Jae-yoon). Do-kyung đã quyết định trả thù bằng cách ngầm phá hủy việc kinh doanh của Tae-jin khiến anh ta bị phá sản. Sau đó anh mới biết một cô gái khác có tên là Oh Hae-young (bình thường) (Seo Hyun-jin) thực ra chỉ là một người lạ trùng hợp có cùng họ tên với Oh Hae-young (xinh đẹp) người đã rời bỏ anh ấy.
Trùng hợp, Oh Hae-young (bình thường) là cô gái mà Do-kyung đã sớm nhìn thấy trong ảo cảnh của anh, và anh có thể nhìn thấy những hình ảnh trong tương lai với cô ấy.
Tae-jin sẽ sớm phải vào tù vì bị phá sản, và vì thế trước khi lệnh bắt giữ được thi hành, anh đến gặp vợ sắp cưới, Hae-young (bình thường), và nói với cô rằng anh không yêu cô ấy nhiều như anh ấy nghĩ và muốn hủy bỏ hôn lễ vào ngày mai của họ. Thực ra, Tae-jin đã nói dối và anh ấy thực sự muốn để cô ấy ra đi, như vậy cô ấy sẽ có được hạnh phúc.
Sau tất cả sự việc đó, cuộc sống của Do-kyung và Hae-young (bình thường) dần bắt đầu với nhiều điều ngạc nhiên. Sau khi cùng chia sẻ những điều không may tương tự nhau là cùng bị bỏ rơi trước đám cưới, cả hai đã trở nên thân thiết với nhau. Do-kyung đã bắt đầu có tình cảm với Hae-young (bình thường) nhưng anh luôn nói những lời trái với lòng mình. Liệu Hae-young (bình thường) có thể yêu Do-kyung như vậy khi cô ấy tìm ra sự thật rằng anh ấy chính là người đã phá hủy đám cưới của cô ấy? Có thể hai người không thể ở bên nhau khi mà Do-kyung đột nhiên nhìn thấy trước cái chết của mình? Hay việc nhìn thấy trước cô ấy trong tương lai đã thay đổi định mệnh và họ có thể hạnh phúc với nhau?

## Diễn viên

### Diễn viên chính
- Seo Hyun-jin vai Oh Hae-young (bình thường)

Một người phụ nữ 32 tuổi, cô ấy là đại diện đội kế hoạch sản xuất của phân ngành thực phẩm trong công ty. Cuộc sống của cô đã bị phá hủy sau khi người chồng chưa cưới Tae-jin chia tay với cô một ngày trước khi diễn ra đám cưới của họ, cô trở thành chủ đề bàn tán chính của mọi người vi việc này. Cô ấy mô tả bản thân như là một con người kém may mắn và đáng thương hại, nhưng đó lại là tin mừng cho Do-kyung và trở nên thu hút đối với anh ấy. Trong khi đó, cô ấy không biết sự thật rằng Do-kyung là người phá hủy đám cưới của cô ấy. Bởi vì cô ấy có cùng cái tên với người hoàn hảo Oh Hae-young (xinh đẹp), cô ấy luôn luôn bị so sánh và cảm thấy thật nhỏ bé.
- Eric Mun vai Park Do-kyung[12]

Một người đàn ông 36 tuổi, anh là một giám đốc âm thanh. Anh rất tài năng, tỉ mỉ, có trách nhiệm và coi trọng công việc của anh. Anh không thể quên người bạn gái cũ Oh Hae-young (xinh đẹp), người đã không xuất hiện trong ngày diễn ra đám cưới của họ. Sau khi hiểu lầm Oh Hae-young (bình thường) với Hae-young (xinh đẹp), Do-kyung vẫn có thể nhìn thấy được tương lai luôn xuất hiện Hae-young (bình thường) như những gì anh thấy ở tương lai. Anh đã yêu Hae-young (bình thường) nhưng anh biết mình không xứng đáng với cô ấy, vì anh là người đã phá hủy hôn lễ của cô với người chồng chưa cưới, Han Tae-jin.
- Jeon Hye-bin vai Oh Hae-young (xinh đẹp)

Một người phụ nữ 32 tuổi, cô ấy là tổ trưởng TF team của phân ngành thực phẩm nơi Oh Hae-young (bình thường) làm việc. Cô ấy cũng là người yêu cũ của Do-kyung, người đã bỏ trốn khỏi đám cưới của họ và tới châu Âu. Sau một năm, cô vẫn yêu anh ấy và quyết định trở về bên anh ấy. Cô ấy đến từ một gia đình giàu có với rất nhiều cuộc hôn nhân diễn ra, nơi mẹ và cha cô nhiều lần đám cưới rồi li hôn, và có rất nhiều anh chị em kế. Cô luôn xuất hiện rất tươi tắn trước mọi người để che giấu sự thật rằng bản thân cô là đứa trẻ thiếu thốn tình yêu thương từ cha mẹ.

### Xung quanh Park Do-kyung
- Ye Ji-won vai Park Soo-kyung

Một người phụ nữ 44 tuổi, cô ấy là giám đốc công ty thực phẩm và là chị gái của Do-kyung. Cô ấy là một người nghiện rượu, luôn nói lảm nhảm bằng tiếng Pháp khi cô ấy uống nhiều và đã yêu bất kì người đàn ông nào ngủ cùng với cô ấy. Hae-young (bình thường) và những nhân viên dưới quyền đặt cho cô nickname "Isadora" ("isa" = hai bốn (24) và "dora" = "chuyển động xung quanh" có nghĩa là cô ấy luôn di chuyển xung quanh mọi lúc - 24/7) bởi cô ấy luôn kiểm tra đột xuất các nhân viên dưới quyền.
- Kim Ji-seok vai Lee Jin-sang

Một người đàn ông 36 tuổi, anh là một luật sư và là bạn của Do-kyung. Anh là người đầu tiên nhầm lẫn Hae-Young (bình thường) với Hae-young (xinh đẹp) và thuyết phục Do-kyung nhằm vào việc trả thù. Anh nói với Do-kyung anh muốn ở cùng trong nhà của Do-kyung một thời gian để bảo vệ bản thân khỏi những người nguy hiểm liên quan đến các vụ kiện mà anh xử lý. Nhưng thật ra anh đang trốn chồng của người phụ nữ anh tán tỉnh gần đây. 
- Heo Jung-min vai Park Hoon

Một người đàn ông 36 tuổi, anh là một nhân viên phòng thu âm và là em trai của Do-kyung. Mặc du hai người có cùng họ, Do-kyung và Hoon không phải anh em ruột. Do-kyung và Soo-kyung là chị em cùng cha mẹ, trong khi Hoon là em khác mẹ. Anh có vẻ nản lòng với người anh trai kế, họ không ở cùng nhau thường xuyên và có những quan điểm khác nhau. Anh ta luôn trở nên điên cuồng khi tìm một người bạn gái.
- Nam Gi-ae (ko) vai Heo Ji-ya

Một người phụ nữ 63 tuổi, bà ấy là một nhà sản xuất phim và là mẹ của Do-kyung. Bà ta là một người đào mỏ và chỉ quan tâm đến cuộc sống xa hoa, bà luôn hỏi tiền Do-kyung và sau đó không bao giờ trả lại cho anh. Bà ta phản đối cuộc hôn nhân của Do-kyung với Hae-young (xinh đẹp) vì bà ta biết Do-kyung sẽ không đưa tiền cho bà một khi anh ấy đã kết hôn. Bởi suy nghĩ này, bà ta đã tác động và dày vò tâm trí Hae-young (xinh đẹp) để cô ấy bỏ đi vào ngày cưới của họ.

### Xung quanh Oh Hae-young (bình thường)
- Lee Jae-yoon vai Han Tae-jin

Một người đàn ông 36 tuổi, anh là một doanh nhân và là chồng chưa cưới của Hae-young (bình thường). Anh quyết định hủy đám cưới của họ và chia tay với Hae-young (bình thường) vì muốn cuộc sống của cô ấy được hạnh phúc. Ít lâu sau khi anh chia tay cô ấy, anh đã bị tạm giam vì phá sản. Anh muốn tìm hiểu tại sao Do-kyung lại quyết định phá hủy công việc của anh ấy trong khi họ chưa từng gặp nhau trước đây. Sau khi ra khỏi trại giam, anh vẫn còn tình cảm với người vợ chưa cưới, Hae-young (bình thường).
- Lee Han-wi vai Oh Kyung-soo

Một người đàn ông 60 tuổi, ông là bố của Hae-young (bình thường). Như một người đàn ông, ông ấy có tài nấu nướng. Ông có vẻ như nhẫn nại và bình tĩnh hơn mẹ của Hae-young (bình thường).
- Kim Mi-kyung vai Hwang Deok-yi

Một người phụ nữ 57 tuổi, bà là mẹ của Hae-young (bình thường). Bà cảm thấy áp lực sau khi con gái bà hủy đám cưới, những người bạn hàng xóm của bà vẫn nói chuyện về con gái bà sau lưng bà. Bà có thói quen kì lạ là cởi bớt trang phục của mình khi bà ấy tức giận.
- Ha Shi-eun (ko) vai Kim Hee-ran

Cô ấy là một nhà sản xuất phim và là bạn thân của Hae-young (bình thường). Phải cảm ơn cô, Do-kyung và Hae-young (bình thường) gặp nhau lần đầu tiên nhờ cô ấy. Cô ấy đã là người bạn đáng tin cậy của Hae-young (bình thường) từ những ngày họ học trung học. Dù hai người họ rất thân thiết với nhau, Hee-ran lại rất nổi tiếng với đàn ông, không giống như Hae-young (bình thường).
- Lee Hye-eun (ko) vai Jeong-sook

Bà là cô của Hae-young (bình thường). Cô ấy thường xuyên đến giúp việc nhà, nhưng sau khi Hae-young (bình thường) hủy bỏ đám cưới của cô ấy, bà ta trở nên phiền phức và thường xuyên xung đột với Deok-yi.

### Xung quanh Oh Hae-young (xinh đẹp)
- Kim Seo-ra vai mẹ của Hae-young (xinh đẹp)

### Diễn viên mở rộng
- Heo Young-ji vai Yoon Ahn-na

Một người phụ nữ 21 tuổi, cô ấy là một nhân viên bán thời gian của một cửa hàng tiện lợi và là bạn gái của Park Hoon, cô ấy có vẻ như không muốn kết hôn trong suốt cuộc đời cô ấy. Cô ấy nói với Hoon rằng vào kỉ niệm 100 ngày cô ấy muốn cả hai người họ chuyển về sống chung, nhưng Hoon luôn lảng tránh đề nghị của cô vì họ không phải một đôi đã kết hôn. 
- Kang Nam-gil vai chủ tịch Jang

Một người đàn ông 74 tuổi, ông ta là chủ tịch một tập đoàn và là cha dượng của Hae-young (xinh đẹp), mẹ của Hae-young (xinh đẹp) đã có một lần kết hôn với ông nhưng cuối cùng đã chia tay.
- Choi Byung-mo (ko) vai Park Soon-taek

Anh là bác sĩ tâm lý của Do-kyung và là người duy nhất biết về việc Do-kyung có thể nhìn thấy tương lai liên quan đến Hae-young (bình thường). 
- Kwon Min (ko) vai Kim Seong-jin – đồng nghiệp của Hae-young (bình thường), nhóm trưởng của "Seasonal Table" team phân ngành dinh dưỡng
- Kim Ki-doo (ko) vai Gi-tae – kĩ sư âm thanh
- Jo Hyun-sik vai Sang-seok – kĩ sư âm thanh
- Choi Joon-ho (ko) vai Lee Joon – kĩ sư âm thanh
- Kwon Soo-hyun (ko)
- Shin Woo-gyeom vai Ji-hoon
- Lee Ga-hyun vai Shim Ye-jin – thành viên của "Seasonal Table" team
- Yoo Se-rye vai Chan-joo – thành viên của "Seasonal Table" team
- Kim Jong-gook (ko) vai nhân viên văn phòng
- Baek Joon vai Jung Woo-sung – thành viên của "Seasonal Table" team
- Kim Moon-hak vai Kim Moon-hak – thành viên của "Seasonal Table" team
- Hwang Chang-do vai Hwang Chang-do – thành viên của "Seasonal Table" team
- Jo Seong-hyuk vai bạn thời trung học của Hae-young
- Park Myung-hoon (ko) vai Lee Chan-soo – bạn làm ăn của Tae-jin
- Yeon Mi-joo (ko) vai Jang Young-ji – con gái của chủ tịch Jang

### Diễn viên khác
- Ko Kyu-pil (ko) vai người giao đồ ăn nhà hàng Trung Quốc
- Son Young-soon (ko) vai bà của Hae-young (bình thường)
- Han Tae-il (ko) vai chủ nhà của Do-kyung
- Kim Kyung-jin (ko) vai người viết kịch bản "Divorce, Not Marriage", nhà văn của Heo Ji-ya
- Lee Seon-bin (ko) vai bạn gái ngày thứ hai của Jin-sang

### Diễn viên khách mời
- Ahn Il-kwon (ko) vai đạo diễn phim (tập 1)
- Lee Hyun-jin vai đối thủ của Hae-young (bình thường) (tập 1)
- Yoon Jong-hoon vai Choi Noo-ri, bạn trung học của Hae-young (tập 2–3)
- Yeon Woo-jin vai luật sư Gong Gi-tae (tập 7)
- Im Ha-ryong vai anh hùng trong phim "Another Productivity" (tập 9)
- Lee Pil-mo vai cha của Do-kyung thời còn trẻ (tập 10)
- Lee Yoo-ri vai Heo Ji-ya thời còn trẻ (tập 10)
- Lee Byung-joon vai Lee Byung-joon – ca sĩ (tập 11–18)
- Kim Shin-young vai Kim Shin-young – người dẫn "Kim Shin-young's Morning Coffee" (tập 12)
- Woo Hyeon vai Woo Hyeon – tiền bối của Park Soon-taek (tập 15–18)
- Seo Jun-young vai người xem mắt với Hae-young (xinh đẹp) (tập 15)
- Seo Ye-ji vai Oh Seo-hee – em họ của Hae-young (bình thường) (tập 15)
- Oh Man-seok vai Oh Man-seok – đạo diễn phim (tập 18)

## Ratings
Ở bảng dưới, số liệu màu xanh thể hiện ratings thấp nhất và số liệu màu đỏ thể hiện ratings cao nhất.
| Thứ tự tập | Ngày phát sóng chính thức | Tựa đề | Tỉ suất người xem trung bình | Tỉ suất người xem trung bình | Tỉ suất người xem trung bình |
| Thứ tự tập | Ngày phát sóng chính thức | Tựa đề | AGB Nielsen Ratings          | AGB Nielsen Ratings          | TNmS Ratings                 |
| Thứ tự tập | Ngày phát sóng chính thức | Tựa đề | Toàn quốc                    | Vùng thủ đô Seoul            | Toàn quốc                    |
| ---------- | ------------------------- | --- | ---------------------------- | ---------------------------- | ---------------------------- |
| 1          | 02/05/2016                | "Can I Cry?" (울어도 되나요)                                                                              | 2.059%                       | 2.796%                       | 1.8%                         |
| 2          | 03/05/2016                | "A Relationship Completely Unplanned" (미필적 고의에 의한 인연)                                           | 2.981%                       | 4.311%                       | 2.6%                         |
| 3          | 09/05/2016                | "Love If You Want to Live" (살고싶을 땐, 사랑하기로)                                                      | 2.996%                       | 3.038%                       | 3.9%                         |
| 4          | 10/05/2016                | "Let's Hum a Song and Go Home" (콧노래를 사서 집으로 가자)                                                | 4.253%                       | 5.201%                       | 4.7%                         |
| 5          | 16/05/2016                | "The Suffering Heart to Frenzy" (미치게 짠한)                                                             | 5.031%                       | 6.276%                       | 4.9%                         |
| 6          | 17/05/2016                | "A Half Love, a Half Mercy" (사랑 반, 측은 반)                                                            | 6.068%                       | 7.746%                       | 5.4%                         |
| 7          | 23/05/2016                | "I Wish I Was the Only Woman in the World" (세상에 여자는 나 하나였으면 좋겠어)                           | 6.604%                       | 8.038%                       | 6.7%                         |
| 8          | 24/05/2016                | "I'm Not Crying Because of Him, I'm Crying Because of You" (그 때문에 우는 게 아니야 너 때문에 우는 거야) | 7.798%                       | 9.386%                       | 6.7%                         |
| 9          | 30/06/2016                | "The Wind Blew in That Heart" (그 마음에 바람이 불었다)                                                   | 7.990%                       | 9.924%                       | 7.1%                         |
| 10         | 31/06/2016                | "The Way to Go to You" (너에게 가는 길)                                                                   | 8.425%                       | 10.983%                      | 7.2%                         |
| 11         | 06/06/2016                | "Pain, Sick and..." (아프고 아프고...)                                                                    | 9.022%                       | 11.869%                      | 7.9%                         |
| 12         | 07/06/2016                | "I Hope You to Be Unhappy Leaving Me" (나 떠나 부디 불행하길)                                             | 9.353%                       | 12.028%                      | 7.8%                         |
| 13         | 13/06/2016                | "A Heart That Was Understood" (헤아려 본 마음)                                                            | 8.507%                       | 10.506%                      | 7.9%                         |
| 14         | 14/06/2016                | "All Sounds Except Love Should Be Silent" (사랑이 아닌 모든 소리는 침묵하라)                              | 8.836%                       | 11.458%                      | 8.1%                         |
| 15         | 20/06/2016                | "Those Days We Couldn't Love Much More" (더더더 사랑 못한 지난날들)                                       | 7.929%                       | 10.686%                      | 7.4%                         |
| 16         | 21/06/2016                | "It Becomes Livable Because of You" (너로 인해 살아진다)                                                  | 8.027%                       | 10.503%                      | 7.7%                         |
| 17         | 27/06/2016                | "Enough Not to Care About Dying Today" (오늘 죽어도 좋을만큼)                                             | 8.028%                       | 10.310%                      | 7.0%                         |
| 18         | 28/06/2016                | "Please Stay Alive. I'm Grateful That You're Alive, Dear." (살아주십시오 살아있어서 고마운 그대)          | 9.991%                       | 13.428%                      | 8.1%                         |
| Trung bình | Trung bình                | Trung bình                                                                                                | 6.883%                       | 8.805%                       | 5.9%                         |

## Phát sóng quốc tế
- Thái Lan: Channel 7
- Việt Nam: VTV3, FPT Play, MyTV

## Nhạc phim chính thức

### OST phần 1
| Ngày phát hành: Ngày 3 tháng 5 năm 2016 | Ngày phát hành: Ngày 3 tháng 5 năm 2016 | Ngày phát hành: Ngày 3 tháng 5 năm 2016 | Ngày phát hành: Ngày 3 tháng 5 năm 2016 |
| STT                                     | Nhan đề                                 | Artist                                  | Thời lượng                              |
| --------------------------------------- | --------------------------------------- | --------------------------------------- | --------------------------------------- |
| 1.                                      | "Little Miss Sunshine (사르르)"         | Wable                                   | 2:47                                    |
| 2.                                      | "Little Miss Sunshine (사르르)" (Inst.) |                                         | 2:47                                    |
| Tổng thời lượng:                        | Tổng thời lượng:                        | Tổng thời lượng:                        | 5:34                                    |

### OST phần 2
| Ngày phát hành: Ngày 10 tháng 5 năm 2016 | Ngày phát hành: Ngày 10 tháng 5 năm 2016 | Ngày phát hành: Ngày 10 tháng 5 năm 2016 | Ngày phát hành: Ngày 10 tháng 5 năm 2016 |
| STT                                      | Nhan đề                                  | Artist                                   | Thời lượng                               |
| ---------------------------------------- | ---------------------------------------- | ---------------------------------------- | ---------------------------------------- |
| 1.                                       | "Just Like a Dream (꿈처럼)"             | Ben                                      | 3:46                                     |
| 2.                                       | "Just Like a Dream (꿈처럼)" (Inst.)     |                                          | 3:46                                     |
| Tổng thời lượng:                         | Tổng thời lượng:                         | Tổng thời lượng:                         | 7:32                                     |

### OST phần 3
| Ngày phát hành: Ngày 17 tháng 5 năm 2016 | Ngày phát hành: Ngày 17 tháng 5 năm 2016 | Ngày phát hành: Ngày 17 tháng 5 năm 2016 | Ngày phát hành: Ngày 17 tháng 5 năm 2016 |
| STT                                      | Nhan đề                                  | Artist                                   | Thời lượng                               |
| ---------------------------------------- | ---------------------------------------- | ---------------------------------------- | ---------------------------------------- |
| 1.                                       | "What Is Love (사랑이 뭔데)"             | Seo Hyun-jin và Yoo Seung-woo            | 3:33                                     |
| 2.                                       | "What Is Love (사랑이 뭔데)" (Inst.)     |                                          | 3:33                                     |
| Tổng thời lượng:                         | Tổng thời lượng:                         | Tổng thời lượng:                         | 7:06                                     |

### OST phần 4
| Ngày phát hành: Ngày 24 tháng 5 năm 2016 | Ngày phát hành: Ngày 24 tháng 5 năm 2016 | Ngày phát hành: Ngày 24 tháng 5 năm 2016 | Ngày phát hành: Ngày 24 tháng 5 năm 2016 |
| STT                                      | Nhan đề                                  | Artist                                   | Thời lượng                               |
| ---------------------------------------- | ---------------------------------------- | ---------------------------------------- | ---------------------------------------- |
| 1.                                       | "Maybe I (어쩌면 나)"                    | Roy Kim                                  | 3:30                                     |
| 2.                                       | "Maybe I (어쩌면 나)" (Inst.)            |                                          | 3:30                                     |
| Tổng thời lượng:                         | Tổng thời lượng:                         | Tổng thời lượng:                         | 7:00                                     |

### OST phần 5
| Ngày phát hành: Ngày 31 tháng 5 năm 2016 | Ngày phát hành: Ngày 31 tháng 5 năm 2016 | Ngày phát hành: Ngày 31 tháng 5 năm 2016 | Ngày phát hành: Ngày 31 tháng 5 năm 2016 |
| STT                                      | Nhan đề                                  | Artist                                   | Thời lượng                               |
| ---------------------------------------- | ---------------------------------------- | ---------------------------------------- | ---------------------------------------- |
| 1.                                       | "If It Is You (너였다면)"                | Jung Seung-hwan                          | 4:33                                     |
| 2.                                       | "If It Is You (너였다면)" (Inst.)        |                                          | 4:33                                     |
| Tổng thời lượng:                         | Tổng thời lượng:                         | Tổng thời lượng:                         | 9:06                                     |

### OST phần 6
| Ngày phát hành: Ngày 7 tháng 6 năm 2016 | Ngày phát hành: Ngày 7 tháng 6 năm 2016 | Ngày phát hành: Ngày 7 tháng 6 năm 2016 | Ngày phát hành: Ngày 7 tháng 6 năm 2016 |
| STT                                     | Nhan đề                                 | Artist                                  | Thời lượng                              |
| --------------------------------------- | --------------------------------------- | --------------------------------------- | --------------------------------------- |
| 1.                                      | "I'll Be There"                         | Lee Seok-hoon (SG Wannabe)              | 3:51                                    |
| 2.                                      | "I'll Be There" (Inst.)                 |                                         | 3:51                                    |
| Tổng thời lượng:                        | Tổng thời lượng:                        | Tổng thời lượng:                        | 7:42                                    |

### OST phần 7
| Ngày phát hành: Ngày 14 tháng 6 năm 2016 | Ngày phát hành: Ngày 14 tháng 6 năm 2016         | Ngày phát hành: Ngày 14 tháng 6 năm 2016 | Ngày phát hành: Ngày 14 tháng 6 năm 2016 |
| STT                                      | Nhan đề                                          | Artist                                   | Thời lượng                               |
| ---------------------------------------- | ------------------------------------------------ | ---------------------------------------- | ---------------------------------------- |
| 1.                                       | "As I've Waited, More (기다린 만큼, 더)"         | The Black Skirts                         | 4:29                                     |
| 2.                                       | "As I've Waited, More (기다린 만큼, 더)" (Inst.) |                                          | 4:29                                     |
| Tổng thời lượng:                         | Tổng thời lượng:                                 | Tổng thời lượng:                         | 8:58                                     |

### OST phần 8
| Ngày phát hành: Ngày 21 tháng 6 năm 2016 | Ngày phát hành: Ngày 21 tháng 6 năm 2016 | Ngày phát hành: Ngày 21 tháng 6 năm 2016 | Ngày phát hành: Ngày 21 tháng 6 năm 2016 |
| STT                                      | Nhan đề                                  | Artist                                   | Thời lượng                               |
| ---------------------------------------- | ---------------------------------------- | ---------------------------------------- | ---------------------------------------- |
| 1.                                       | "Scattered (흩어져)"                     | Kim EZ (GGot Jam Project)                | 4:01                                     |
| 2.                                       | "Scattered (흩어져)" (Inst.)             |                                          | 4:01                                     |
| Tổng thời lượng:                         | Tổng thời lượng:                         | Tổng thời lượng:                         | 8:02                                     |